# Komitet Wykonawczy Muzułmanów Belgii
Komitet Wykonawczy Muzułmanów Belgii (fr. l'Exécutif des Musulmans de Belgique - EMB) - główna organizacja muzułmańska w Belgii.
Powstała w 1999. Jest oficjalnie uznanym przez rząd gremium, reprezentującym interesy społeczności islamskiej. Odpowiada za wyszkolenie imamów, opiekuje się meczetami, organizuje lekcje religii w placówkach oświatowych, a także mianuje kapelanów. Otrzymuje ze skarbu państwa dotację na swoją działalność.